# Liste der Naturdenkmale in Cunewalde
Die Liste der Naturdenkmale in Cunewalde nennt die Naturdenkmale in Cunewalde im sächsischen Landkreis Bautzen.

## Definition
„Naturdenkmäler sind rechtsverbindlich festgesetzte Einzelschöpfungen der Natur oder entsprechende Flächen bis zu fünf Hektar, deren besonderer Schutz erforderlich ist
1. aus wissenschaftlichen, naturgeschichtlichen oder landeskundlichen Gründen oder
2. wegen ihrer Seltenheit, Eigenart oder Schönheit.“

## Liste
Link zu einem Kartenansichtstool, um Koordinaten zu setzen.
| Bild | Bezeichnung                                                   | Lage                                               | Beschreibung | Datum | Nummer |
| ---- | ------------------------------------------------------------- | -------------------------------------------------- | ------------ | ----- | ------ |
| BW   | Moorauge                                                      | Obercunewalde (51° 6′ 19,2″ N, 14° 33′ 38,3″ O)    |              |       | BZ096  |
| BW   | Hercynischer Bergmischwald am Mittelhang                      | Mittelcunewalde (51° 7′ 7,7″ N, 14° 30′ 42,2″ O)   |              |       | BZ097  |
| BW   | Stieleiche gegenüber der "Blauen Kugel"                       | Mittelcunewalde (51° 6′ 2,4″ N, 14° 31′ 5,2″ O)    |              |       | B099   |
| BW   | Butterwasser mit Ufergehölz                                   | Mittelcunewalde (51° 6′ 32,5″ N, 14° 30′ 34″ O)    |              |       | BZ113  |
| BW   | 2 Feldgehölze westlich des Butterwasseroberlaufes             | Mittelcunewalde (51° 6′ 35,4″ N, 14° 30′ 26,3″ O)  |              |       | BZ114  |
| BW   | 2 Feldgehölze westlich des Butterwasseroberlaufes             | Mittelcunewalde (51° 6′ 35,1″ N, 14° 30′ 21″ O)    |              |       | BZ114  |
| BW   | Hohlwegstrukturen am Frühlingsberg                            | Mittelcunewalde (51° 6′ 31,6″ N, 14° 30′ 20,2″ O)  |              |       | BZ115  |
| BW   | Hohlwegstrukturen am Frühlingsberg                            | Mittelcunewalde (51° 6′ 19,6″ N, 14° 30′ 22,1″ O)  |              |       | BZ115  |
| BW   | Gehölzzunge und Quellgebiet Klipphausen                       | Mittelcunewalde (51° 6′ 34,6″ N, 14° 31′ 13,2″ O)  |              |       | BZ116  |
| BW   | Stieleichengruppe südlich des Elzebachs                       | Mittelcunewalde (51° 6′ 11,6″ N, 14° 31′ 51,2″ O)  |              |       | B117   |
| BW   | Hirsebüschel                                                  | Niedercunewalde (51° 6′ 9,3″ N, 14° 29′ 51″ O)     |              |       | BZ118  |
| BW   | Feldgehölz mit Trockenhang am Herrnsberg                      | Niedercunewalde (51° 6′ 2,8″ N, 14° 29′ 37,1″ O)   |              |       | BZ119  |
| BW   | Feldgehölz am Herrnsberg westlich Hirsebüschel                | Niedercunewalde (51° 6′ 13,3″ N, 14° 29′ 47″ O)    |              |       | BZ120  |
| BW   | Feldgehölz am Friedhofshang                                   | Niedercunewalde (51° 6′ 6,4″ N, 14° 30′ 4,3″ O)    |              |       | BZ121  |
| BW   | Zwei Gehölze am Kirchberg                                     | Niedercunewalde (51° 6′ 12″ N, 14° 30′ 12,9″ O)    |              |       | BZ122  |
| BW   | Birkenreihe am Unterlauf des Butterwassers                    | Mittelcunewalde (51° 6′ 15,7″ N, 14° 30′ 51,6″ O)  |              |       | BZ123  |
| BW   | Baumbestand an der Buschmühle                                 | Mittelcunewalde (51° 6′ 17,1″ N, 14° 31′ 24,2″ O)  |              |       | BZ124  |
| BW   | Gehölzgruppe südöstlich der Buschmühle                        | Mittelcunewalde (51° 6′ 11,6″ N, 14° 31′ 37,7″ O)  |              |       | BZ125  |
| BW   | Gehölzgruppe südöstlich der Buschmühle                        | Mittelcunewalde (51° 6′ 9″ N, 14° 31′ 36,3″ O)     |              |       | BZ125  |
| BW   | Gehölzgruppe auf Quarzrücken am Kirchberg                     | Niedercunewalde (51° 5′ 59,7″ N, 14° 30′ 23″ O)    |              |       | BZ126  |
| BW   | Gehölzgruppe auf Quarzrücken am Kirchberg                     | Niedercunewalde (51° 5′ 59,5″ N, 14° 30′ 29,2″ O)  |              |       | BZ126  |
| BW   | Gehölzgruppe auf Quarzrücken am Kirchberg                     | Niedercunewalde (51° 5′ 59,4″ N, 14° 30′ 35,4″ O)  |              |       | BZ126  |
| BW   | Drei Hohlwegstrukturen nördlich Cunewalde an der Polenzstraße | Mittelcunewalde (51° 5′ 56,6″ N, 14° 31′ 57,2″ O)  |              |       | BZ127  |
| BW   | Drei Hohlwegstrukturen nördlich Cunewalde an der Polenzstraße | Mittelcunewalde (51° 5′ 53,1″ N, 14° 31′ 45,2″ O)  |              |       | BZ127  |
| BW   | Drei Hohlwegstrukturen nördlich Cunewalde an der Polenzstraße | Mittelcunewalde (51° 5′ 58,5″ N, 14° 31′ 45,2″ O)  |              |       | BZ127  |
| BW   | Östliche Teilwasserteiche mit Feuchtgebiet                    | Niedercunewalde (51° 5′ 36″ N, 14° 30′ 4,5″ O)     |              |       | BZ128  |
| BW   | Stieleichenreihe südwestlich vom Zieglertal                   | Niedercunewalde (51° 5′ 39″ N, 14° 30′ 13,3″ O)    |              |       | BZ129  |
| BW   | Kiesgrube mit Gebüsch südlich Bahnschleife am Sportplatz      | Niedercunewalde (51° 5′ 33,2″ N, 14° 30′ 50,1″ O)  |              |       | BZ130  |
| BW   | Gehölzstreifen südlich Bahnschleife am Sportplatz             | Mittelcunewalde (51° 5′ 35,8″ N, 14° 30′ 59,8″ O)  |              |       | BZ131  |
| BW   | Feldgehölz nördlich Polenzpark                                | Obercunewalde (51° 5′ 46,8″ N, 14° 32′ 33,6″ O)    |              |       | BZ132  |
| BW   | Birkenhof-Wäldchen                                            | Obercunewalde (51° 5′ 39,5″ N, 14° 33′ 25,4″ O)    |              |       | BZ133  |
| BW   | Baumreihe westlich des Bierweges                              | Mittelcunewalde (51° 5′ 23,8″ N, 14° 31′ 3,4″ O)   |              |       | BZ134  |
| BW   | Baumreihe zwischen Sandstraße und Neuenhäusern                | Obercunewalde (51° 5′ 30,3″ N, 14° 33′ 17,9″ O)    |              |       | BZ135  |
| BW   | Baumreihe an der Sandstraße                                   | Obercunewalde (51° 5′ 30,6″ N, 14° 33′ 46,1″ O)    |              |       | BZ136  |
| BW   | Feldgehölzgruppe östlich des Bierweges                        | Mittelcunewalde (51° 5′ 13,8″ N, 14° 31′ 38,3″ O)  |              |       | BZ137  |
| BW   | Feldgehölzgruppe östlich des Bierweges                        | Mittelcunewalde (51° 5′ 10,6″ N, 14° 31′ 43,7″ O)  |              |       | BZ137  |
| BW   | Feldgehölzgruppe östlich des Bierweges                        | Mittelcunewalde (51° 5′ 14,9″ N, 14° 31′ 44,9″ O)  |              |       | BZ137  |
| BW   | Bergwiese mit Baumreihe Bärhäuser                             | Obercunewalde (51° 5′ 20,8″ N, 14° 31′ 55,8″ O)    |              |       | BZ138  |
| BW   | Trockenrasen mit Gebüsch am Sportplatz Schönberg              | Niedercunewalde (51° 6′ 43″ N, 14° 29′ 54,3″ O)    |              |       | BZ139  |
| BW   | Feldgehölzgruppe und Trockenrasen am Gehege                   | Obercunewalde (51° 5′ 52,3″ N, 14° 32′ 23,3″ O)    |              |       | BZ140  |
| BW   | Feldgehölzgruppe und Trockenrasen am Gehege                   | Obercunewalde (51° 5′ 51,3″ N, 14° 32′ 19,4″ O)    |              |       | BZ140  |
| BW   | Feldgehölzgruppe und Trockenrasen am Gehege                   | Obercunewalde (51° 5′ 51,5″ N, 14° 32′ 16,4″ O)    |              |       | BZ140  |
| BW   | Feldgehölzgruppe und Trockenrasen am Gehege                   | Obercunewalde (51° 5′ 52,5″ N, 14° 32′ 14,1″ O)    |              |       | BZ140  |
| BW   | Baumreihe an Hohlfelds Wiese                                  | Weigsdorf-Köblitz (51° 6′ 4,4″ N, 14° 29′ 16,7″ O) |              |       | BZ141  |
| BW   | Oberlauf des Teilwassers                                      | Weigsdorf-Köblitz (51° 5′ 9,3″ N, 14° 29′ 41″ O)   |              |       | BZ142  |
| BW   | Weinberg Cunewalde (Quarzitsporn)                             | Mittelcunewalde (51° 5′ 57,9″ N, 14° 31′ 15,2″ O)  |              |       | BZ143  |
| BW   | Granitklippen auf dem Hochstein                               | Obercunewalde (51° 6′ 50,8″ N, 14° 34′ 23,1″ O)    |              |       | BZ144  |
| BW   | Blockhalde auf dem Hochstein                                  | Obercunewalde (51° 6′ 52,8″ N, 14° 34′ 7,1″ O)     |              |       | BZ145  |
| BW   | Buchenaltholz am Südosthang des Steinberges                   | Obercunewalde (51° 6′ 56,8″ N, 14° 33′ 43,4″ O)    |              |       | BZ146  |